# بي. بولايا
بولايا (التيلجو: పి.పుల్లయ్య) (1911-1985) هو مخرج ومنتج أفلام هندي بلغة تيلجو. وكان الفائز بجائزة Raghupathi Venkaiah لإسهاماته في سينما التيلجو.

## الحياة الشخصية
بولايا متزوج من الممثلة المخضرمة P. Santha كوماري في عام 1937. معا ولهما ابنة اسمها، بادما.
بولايا لديه شقيقة واحدة تدعى كانثاما، لديها ولدين.

## السيروة السينمائية
بولايا انتج واخرج العديد من الافلام تحت البانر بادماسري علة اسم ابنته.

## أفلامه
1. يا هاريش شاندرا (1935) (مدير)
2. Sarangadhara (1937) (مدير)
3. بلاجي (1939) (مدير)
4. Dharmapatni (1941) (مخرج ومنتج)
5. Premabandhan (1941) (مدير)
6. متوقفة (1941) (مدير)
7. Bhagyalaxmi (1943) (مدير)
8. مايا Machhindra (1945) (مدير)
9. Bhakthajana (1948) (مدير)
10. ماشا Rekai (1950) (مدير)
11. Tirugubatu (1950) (مدير)
12. Veetukari (1950) (مدير)
13. Dharmadevata (1952) (مدير)
14. Manam بولا Mangalyam (1953) (مدير)
15. Rechukka (1954) (مدير)
16. Kanyasulkam (1955) (مدير)
17. Ardhangi (1955) (مخرج ومنتج)
18. Pennin Perumai (1956) (مخرج ومنتج)
19. Umasundari (1956) (مدير)
20. Vanangamudi (1957) (مدير)
21. Illarame Nallaram (1958) (مدير)
22. Jayabheri (1959) (مدير)
23. Adisaya Thirudan (1959) (مدير)
24. باندا Ramudu (1959) (مدير)
25. Kalaivanan (1959) (مدير)
26. سري Venkateswara Mahatyam (1960) (مخرج ومنتج)
27. سيري Sampadalu (1962) (مخرج ومنتج)
28. Murali كريشنا (1964) (مدير)
29. Aasai موغام (1965) (مدير)
30. Preminchi Choodu (1965) (مخرج ومنتج)
31. Thaye Unakkaga (1966) (مدير)
32. برانا Mithrulu (1967) (مخرج ومنتج)
33. Alludu Menalludu (1970) (مخرج ومنتج)
34. Koduku Kodalu (1972) (مخرج ومنتج)
35. Andaru Bagundali (1975) (مدير)

## الجوائز
- 1955: شهادة تقدير لأفضل فيلم روائي طويل في التيلجو - Ardhangi[1]
- 1959: شهادة تقدير لأفضل فيلم روائي طويل في التيلجو - Jayabheri[2]
- 1962: شهادة تقدير للحصول على المركز الثالث في قائمة أفضل فيلم روائي طويل في التيلجو - سيري Sampadalu[2]

## وصلات خارجية
- بي. بولايا على موقع IMDb (الإنجليزية)
- بي. بولايا على موقع أول موفي (الإنجليزية)
- بي. بولايا على موقع قاعدة بيانات الفيلم (الإنجليزية)
- بي. بولايا على موقع كينوبويسك (الروسية)